# Duilio Davino
Duilio Davino, född 21 mars 1976 i León, är en mexikansk före detta fotbollsspelare. Under sin karriär spelade han för UAG Tecos, Club América, FC Dallas, Puebla och Monterrey. För det mexikanska landslaget spelade han 85 landskamper och var bland annat med i VM 1998. Han var även med om att vinna CONCACAF Gold Cup 1996 och 1998.